# Diecéze Ásansól
Diecéze Ásansól je římskokatolická diecéze nacházející se v Indii.

## Území
Zahrnuje území distriktu Bardhaman a část území distriktu Birbhum a Bankura Západního Bengálska.
Biskupským sídlem je město Ásansól, kde se nachází hlavní chrám, katedrála Nejsvětějšího Srdce Ježíšova.

## Historie
Diecéze byla zřízena 24. října 1997 bulou Pastorali quidem papeže Jana Pavla II. z části území arcidiecéze Kalkata.

## Seznam biskupů
- Cyprian Monis (1997–2020)
  - Salvadore Lobo (2020–2022) apoštolský administrátor
  - Julius Marandi (2022–2023) apoštolský administrátor
- Elias Frank (od 2023)